# Kandydat na mistrza FIDE
Kandydat na mistrza FIDE – tytuł szachowy nadawany przez Międzynarodową Federację Szachową w kategorii open (CM - od ang. Candidate Master) oraz ekskluzywnie dla kobiet (WCM - Woman Candidate Master). Jest tytułem najniżej zaszeregowanym, po tytułach arcymistrza, mistrza międzynarodowego i mistrza FIDE. Tytuł kandydata na mistrza FIDE można uzyskać po wniesieniu odpowiedniej opłaty, jedynym warunkiem jest osiągnięcie na dowolnej liście rankingowej wyniku min. 2200 (2000 dla kobiet) punktów (tytuł otrzymać więc może również zawodnik, który w momencie jego nadania posiada ranking np. 2100 punktów, ale wymagany poziom osiągnął w przeszłości).
FIDE nadaje też ten tytuł za uzyskanie określonego wyniku w prestiżowych turniejach np. za zdobycie medalu w mistrzostwach świata juniorów.
Pierwszym polskim szachistą, który otrzymał tytuł kandydata na mistrza FIDE był w roku 2005 Tadeusz Agaciński. 
Na liście rankingowej FIDE w dniu 1 kwietnia 2007 r. tytuły kandydatów na mistrza FIDE posiadało 128 mężczyzn oraz 19 kobiet. Na liście 1 lipca 2010 dane te wynosiły odpowiednio 336 oraz 91.